# Bread (film fra 1918)
Bread er en amerikansk stumfilm fra 1918 af Ida May Park.

## Medvirkende
- Mary MacLaren som Candace Newby
- Kenneth Harlan som Dick Frothingham
- Edward Cecil som Arnold Train
- Gladys Fox som Estelle Payne
- Louis Morrison som Emil Krause